# Antonina Ryzhova
Antonina Alekseyevna Ryzhova  –en ruso, Антонина Алексеевна Рыжова– (5 de julio de 1934 – 1 de mayo de 2020) fue una jugadora de voleibol soviética que compitió durante la década de 1950 y 1960.
Fue miembro de la selección femenina de voleibol de la URSS en los Juegos Olímpicos de Tokio 1964. En la competición de voleibol quedaron en segundo lugar, ganando así la medalla de plata.
Entre sus palmarés más importantes destacan dos medallas de oro en el Campeonato Mundial de Voleibol Femenino (1956) y 1960), y una de plata (1962). En el Campeonato Europeo de Voleibol Femenino, ganó la medalla de oro en 1958 y 1963, y la de plata en 1955.